# Bitwa o Nasielsk
Bitwa o Nasielsk – bitwa stoczona przez 22 pułk piechoty i 68 pułk piechoty Wojska Polskiego z 11 Dywizją Strzelców Armii Czerwonej w dniach 14–16 sierpnia 1920, w ramach kontrnatarcia polskiego podczas Bitwy Warszawskiej.
Podczas bitwy nad Wkrą natarcie na Nasielsk prowadził 22 pułk piechoty z 9 Dywizji Piechoty, który przy wsparciu artylerii sforsował Wkrę pod Borkowem i 68 pułk piechoty, zgrupowany w Stanisławowie na obszarze Twierdzy Modlin. 68 pułk piechoty 15 sierpnia uderzył na wieś Toruń, aby ułatwić natarcie 9 Dywizji Piechoty nad Wkrą. 16 sierpnia 22 pułk piechoty posuwał się bez przeszkód, natomiast 68 pułk piechoty musiał toczyć walki z 11 Dywizją Strzelców o Miękoszyn i Zaborze, tracąc ponad 100 poległych i rannych. Wieczorem oba pułki wkroczyły do Nasielska, entuzjastycznie witane przez mieszkańców.
Na pamiątkę wyzwolenia Nasielska 16 sierpnia był w okresie międzywojennym „świętem pułkowym” w 68 pułku piechoty.
Zdaniem profesora Lecha Wyszczelskiego, bitwa o Nasielsk była przełomową bitwą dla przebiegu całej wojny polsko-bolszewickiej w stopniu większym niż bitwa pod Radzyminem czy bitwa pod Ossowem, a jej pomijanie jest efektem propagandy obozu piłsudczykowskiego.
W trakcie bitwy ochotnikiem po stronie polskiej był przyszły działacz obozu endeckiego, Jędrzej Giertych.